# Ethnikos Drymos Pindou (Valia Kalnta) - Eyruteri periοchi
Ethnikos Drymos Pindou (Valia Kalnta) - Eyruteri periοchi este o arie protejată (arie specială de conservare — SAC, sit de importanță comunitară — SCI) din Grecia întinsă pe o suprafață de 6.724,69 ha, integral pe uscat.

## Localizare
Centrul sitului Ethnikos Drymos Pindou (Valia Kalnta) - Eyruteri periοchi este situat la coordonatele 39°53′59″N 21°07′32″E / 39.89959°N 21.125589°E.

## Înființare
Situl Ethnikos Drymos Pindou (Valia Kalnta) - Eyruteri periοchi a fost declarat sit de importanță comunitară în august 1996 pentru a proteja 6 specii de animale. Situl a fost protejat și ca arie specială de conservare în martie 2011.

## Biodiversitate
Situată în ecoregiunea mediteraneană, aria protejată conține 5 habitate naturale: Lande oro-mediteraneene cu formațiuni endemice de grozamă, Pajiști uscate din regiunea submediteraneeană estică (Scorzoneratalia villosae), Păduri de fag Asperulo-Fagetum, Păduri de pin (sub-) mediteraneene cu pini negri endemici, Păduri de pin oro-mediteraneene de altitudine.
La baza desemnării sitului se află mai multe specii protejate:
- amfibieni (1): izvoraș-cu-burta-galbenă (Bombina variegata)
- mamifere (1): râs eurasiatic (Lynx lynx)
- pești (2): Barbus balcanicus, Barbus prespensis
- reptile (2): țestoasă bănățeană (Testudo hermanni), elaphe situla (Zamenis situla)

Pe lângă speciile protejate, pe teritoriul sitului au mai fost identificate 16 specii de plante, 51 de specii de păsări, 5 specii de amfibieni, 10 specii de mamifere, 1 specie de nevertebrate, 1 specie de pești, 8 specii de reptile.